# Akkarvik
Akkarvik es una localidad asentada en el Langfjorden en el municipio de Skjervøy, provincia de Troms, Noruega. Se ubica a 14 km al sur de Årviksand y a 5 km al oeste de Arnøyhamn. Se ubica en la zona sur de la isla de Arnøya. Ha estado poblada desde el siglo XVII, llegando a su máximo de población en la década de 1950 con unos 400 habitantes. En 2001, vivían cerca de 24 personas.